# Luca Margaroli
Luca Margaroli (* 15. Februar 1992 in Brescia, Italien) ist ein Schweizer Tennisspieler.

## Karriere
Margaroli spielt hauptsächlich auf der ITF Future Tour und der ATP Challenger Tour.
2015 kam er in Genf bei den Geneva Open durch eine Wildcard zu seinem Debüt auf der ATP World Tour im Doppel. An der Seite von Henri Laaksonen verlor er gegen Raven Klaasen und Lu Yen-hsun mit 0:6, 2:6. Beim Turnier in Gstaad überstand Margaroli, erneut mit Laaksonen, erstmals die erste Runde, ehe er Oliver Marach und Aisam-ul-Haq Qureshi in zwei Sätzen unterlag. In Basel kam er nicht über die Auftaktrunde hinaus.
In der Saison 2016 gewann er mit Yannick Jankovits sein erstes Turnier der Challenger-Serie in Fargʻona im Doppel.
2017 gab er sein Debüt für die Schweizer Davis-Cup-Mannschaft.

## Erfolge
| Legende (Anzahl der Siege)  |
| Grand Slam                  |
| ATP World Tour Finals       |
| ATP World Tour Masters 1000 |
| ATP World Tour 500          |
| ATP World Tour 250          |
| ATP Challenger Tour (6)     |

### Doppel

#### Turniersiege
| Nr. | Datum              | Turnier     | Belag     | Partner                    | Finalgegner                         | Ergebnis           |
| --- | ------------------ | ----------- | --------- | -------------------------- | ----------------------------------- | ------------------ |
| 1.  | 19. Juni 2016      | Fargʻona    | Hartplatz | Yannick Jankovits          | Toshihide Matsui Vishnu Vardhan     | 6:4, 7:64          |
| 2.  | 17. September 2016 | Meknès      | Sand      | Mohamed Safwat             | Pedro Martínez Oriol Roca Batalla   | 6:4, 6:4           |
| 3.  | 4. Mai 2019        | Ostrava     | Sand      | Filip Polášek              | Thiemo de Bakker Tallon Griekspoor  | 6:4, 2:6, [10:8]   |
| 4.  | 28. September 2019 | Florenz     | Sand      | Adil Shamasdin             | Gerard Granollers Pedro Martínez    | 7:5, 6:76, [14:12] |
| 5.  | 5. August 2023     | Lüdenscheid | Sand      | Santiago Rodríguez Taverna | Jakob Schnaitter Kai Wehnelt        | 7:64, 6:4          |
| 6.  | 21. Oktober 2023   | Santa Fe    | Sand      | Santiago Rodríguez Taverna | Franco Agamenone Mariano Kestelboim | 7:62, 6:4          |